# De værst' - grejtest hits
De værst' - grejtest hits er et opsamlingsalbum af den jyske komikertrio De Nattergale. Albummet indeholder sange fra deres tidligere udgivelser.

## Spor
Sangene er skrevet af De Nattergale, medmindre andet er noteret.
1. "Uha, da-da" - 5:15
2. "Åh, Karen" ("Oh, Carol", Neil Sedaka) - 3:40
3. "Man har da heller ik' andet end bøvl ud af det centralvarme" - 4:30
4. "Han spurgt' om hun vill' dans'" - 3:46
5. "Gurli, hold li'e æ hund" - 2:36
6. "Mi' kære gamle barndomshjem" - 4:30
7. "Roder lidt mæ' rytmeboxen" (Peter A.G. Nielsen og De Nattergale) 3:40
8. "Er du dus med himlens fugle" (Sven Gyldmark, Erik Leth og Hanne Felding. De Nattergale) - 4:32
9. "Boogie Emma" 5:33
10. "Hva' har vi da gjort siden vi ska' ha'et så godt"- 4:46
11. "Tømrersangen" ("Lumberjack Song", Monty Python- 2:54
12. "Laver I så sjel a mad?" 2:55